# Скоушабэнк-арена
Скоушабэнк-арена (англ. Scotiabank Arena) — многофункциональная крытая арена, расположенная в Торонто, Онтарио, Канада. Является домашней ареной для «Торонто Мейпл Лифс» (Национальная хоккейная лига), «Торонто Рэпторс» (Национальная баскетбольная ассоциация) и «Торонто Рок» (Национальная лига лакросса). Арена является одиннадцатой в мире по загруженности.
Владельцем арены является Maple Leaf Sports & Entertainment Ltd., эта же компания владеет «Мейпл Лифс» и «Рэпторс». Площадь арены составляет 62 000 м².
Первая домашняя игра «Мейпл Лифс» на этой арене состоялась 20 февраля 1999 года. Соперником команды из Торонто был клуб «Монреаль Канадиенс». В этом матче «Мейпл Лифс» победили со счетом 3-2. Первая игра «Рэпторс» состоялась следующим вечером. Соперником был клуб «Ванкувер Гриззлис» и в этом матче «Рэпторс» также победили со счетом 102-87. В 2000 году арена принимала Матч всех звёзд НХЛ, а в 2016 Матч всех звёзд НБА. Также на арене проводились матчи Кубка мира по хоккею в 2004 и 2016 годах. На арене «Эйр Канада-центр» проходили матчи чемпионата мира по хоккею с шайбой среди молодёжных команд 2015 и 2017 годов.
Арена принимала множество шоу World Wrestling Entertainment. В 2004 году на арене состоялось ппв шоу SummerSlam, в 2006 году Unforgiven, в 2012 году Survivor Series. На арене также проходило множество эпизодов WWE RAW SmackDown! и ECW, а 29 марта 1999 года на арене состоялось первое шоу WCW Monday Nitro в Канаде.
С 1999 по 2018 год арена носила название «Эйр Канада-центр». С 1 июля 2018 года арена поменяла своё название на «Scotiabank Arena», в связи с покупкой компанией прав на название сроком на 20 лет за C$800 млн долларов.